# Георг Квінке
Георг Герман Квінке (нім. Georg Hermann Quincke; 19 листопада 1834, Франкфурт-на-Одері, Німеччина — 13 січня 1924, Гайдельберг, Німеччина) — німецький фізик.
Його батько, Герман Квінке, та молодший брат, Генріх Квінке — відомі німецькі лікарі. Навчався у Берлінському, Кенігсберзькому і Гайдельберзькому університетах; з 1859 року приват-доцент, у 1865 році — екстраординарний професор фізики в Берлінському університеті; у 1872 році — ординарний професор фізики у Вюрцбурзькому університеті, з 1875 року — в Гайдельберзькому університеті.
Відомі його дослідження з капілярності (ваги капель), часткової фізики (поглинання газів рідкими та твердими телами), акустики (інтерференція звуку), гальванізму (руху рідин від гальванічного струму, розподіл струму в пластинці), а також праці з оптики та магнетизму. З 1856 його наукові праці друкували в «Annalen der Chemie und Physik» Поггендорфа та Відеманна.
Іноземний член Лондонського королівського товариства (1879).